# Iwashiro Tarō
Iwashiro Tarō (岩代 太郎 (Nham Đại Thái Lang) 1 tháng 5 năm 1965, tại Tokyo) là một nhạc sĩ, nhà soạn nhạc, nghệ sĩ dương cầm, nhà sản xuất thu âm và nhà chỉ đạo nhạc phim người Nhật Bản.

## Sự nghiệp
Iwashiro Tarō sinh ra tại Tokyo. Ông sinh trưởng trong một gia đình với ông nội là nhà giáo Iwashiro Yoshichika và bố là Iwashiro Kōichi, một nhạc sĩ có tiếng của Nhật Bản.
Sau khi tốt nghiệp Trung cấp Nghệ thuật thành phố Tokyo, Iwashiro Tarō nhập học tại khoa âm nhạc, chuyên ngành sáng tác tại Đại học Nghệ thuật Tokyo. Năm 1989, ông tốt nghiệp với vị trí thủ khoa chuyên ngành sáng tác âm nhạc của Đại học Nghệ thuật Tokyo, và năm 1991 cũng tại đây ông tiếp tục hoàn thành chương trình thạc sĩ âm nhạc. Ông là học trò của các nhạc sĩ Minami Hiroaki, Kondō Jō, Matsushita Isao và Mayuzumi Toshirō.
Sau khi tốt nghiệp đại học, lấy cảm hứng từ bài thơ "Sekai no ichiban tōi tochi e" (Tới vùng đất xa xôi nhất thế giới) của Terayama Shūji và chịu ảnh hưởng từ các sáng tác dành cho saxophone do nghệ sĩ saxophone Kumoi Masato trình bày, Iwashiro Tarō bắt đầu sáng tác một bản giao hưởng dành cho saxophone với tiêu đề lấy theo bài thơ của Terayama. Bản giao hưởng đầy đủ mang tên 「TO THE FARTHEST LAND OF THE WORLD（世界のいちばん遠い土地へ）〜ソプラノ・サックスとオーケストラの為のコンチェルト〜」("Tới vùng đất xa xôi nhất thế giới (Bản giao hưởng dành cho giọng soprano, saxophone và dàn nhạc)").
Ông đã soạn và chỉ đạo sản xuất nhiều nhạc phim cho dòng phim anime và phim truyền hình Nhật Bản. Ông còn phụ trách nhạc cho các bộ phim ngoài nước như của Hàn Quốc và Trung Quốc.
Nhóm máu của ông là nhóm máu B.

## Các album nhạc phim nổi tiếng của ông
- Nhà Tokugawa ba đời (phim truyền hình, 2000)
- Mưu sát (phim Hàn Quốc, 2003)
- Sêri Đại chiến Xích Bích (2 phần, 2008-2009)
- Đả nữ Shodo (2010)
- Hagane no Renkinjutsushi: Mirosu no Sei-naru Hoshi (2011)
- Isoroku Yamamoto: câu chuyện chưa kể về cuộc chiến 70 năm trước (phim tài liệu, 2011)
- Tổ quốc (2012)
- Rikyu ni tazune yo (2013)
- Kẻ không thể tha thứ (2013)
- Dịch vụ của Kiki (2014)
- Thái Bình luân (2014)